# Igreja Família Viva
A Igreja Família Viva é uma igreja cristã protestante, fundada em 2000, em Volta Redonda, no Rio de Janeiro, a partir de um grupo de membros da Igreja Presbiteriana Independente do Brasil. É formada atualmente por mais de 180 igrejas espalhadas por todo o Brasil e também na América do Sul, Europa, África e Ásia.

## Expansão mundial
A igreja tem congregações em diversos estados do Brasil, no Níger, Equador, Uruguai, Argentina, Bolívia, Portugal, Espanha, Japão, Itália, e agora nos Estados Unidos A igreja tornou-se conhecida por ter igrejas atacadas durante revolta no Níger, porém relatou em 2015 que todos os seus membros no país estão seguros.
A Família Viva possui uma escola missionaria o Projeto Viva Go e seu próprio ministério de Ensino.